# Sade Adeniran
Sade Adeniran es una novelista nigeriana cuya obra debut, Imagine This, ganó el premio de la Commonwealth Writers por el mejor primer libro de África. Imagine This fue originalmente autopublicado por su autora. Radicada en Londres, también es una cineasta.

## Biografía
Sade Adeniran nació en Londres. De padres nigerianos, a los ocho años regresó a su pueblo paterno en Nigeria, donde pasó sus años de formación con su abuela en Idogun, en el estado de Ondo, antes de regresar al Reino Unido.
Adeniran obtuvo títulos de grado en Medios de Comunicación e Inglés de la Universidad de Plymouth y también estudió en los Estados Unidos como estudiante de intercambio en la Universidad de Massachusetts. Comenzó su carrera de escritora con una obra de radioteatro escrita para un proyecto universitario, titulada Memories of a Distant Past; la envió «en un impulso» a la BBC y luego fue producida para el festival «First Bite» de la BBC Radio 4. Posteriormente escribió otras obras teatrales, que se representaron en Londres, en el Lyric Theatre, el Bush Theatre y en los Riverside Studios.
Trabajó durante cinco años como consultante de negocios mientras escribía su primera novela, Imagine This. Describió en el boletín de noticias Brunel Link, de la en la Universidad Brunel, el camino que tuvo que seguir para publicarla: «Como muchos escritores que sueñan con ver su libro impreso, fui por la ruta tradicional de enviar mi manuscrito a editoriales y agentes, pero las respuestas no fueron certeras, parecía que no había espacio en el mercado para una historia sobre una niña que se cría en la Nigeria rural. Después de años intentando olvidar mi sueño de ser una autora publicada, finalmente tomé coraje para hacer algo. Me di cuenta de que si no creía en mí misma, nadie más lo haría». Habiendo dejado su trabajo, decidió autopublicar su obra y para vender los 1100 ejemplares que había impreso, creó un sitio web y se dedicó a hacer una campaña de mercadotecnia que implicó aparecer en radios locales y televisión.
Contada a través de diarios íntimos, Imagine This relata diez años de la vida de Lola, quien a los nueve años es enviada desde su hogar en Londres a vivir con parientes en Nigeria. A modo de respuesta sobre si la historia es autobiográfica, Adeniran respondió que «sí y no. Algunos hechos del libro se basaron en la realidad, como el pueblo donde me crié, pero lo que le pasa al personaje de Lola no es lo que me ocurrió a mí». La novela ganó el premio de la Commonwealth Writers en 2008 en la categoría de mejor primer libro de África y fue seleccionado para el premio «Libros para hablar» dentro del World Book Day. En 2011 Cassava Republic Press decidió publicarlo.
Como cineasta, Adeniran desarrolla una versión adaptada de su novela, que llegó al Laboratorio de Escritores de Sundance y ganó el premio del Festival Británico del Cine Urbano a mejor talento del guion. En 2018 fue uno de los proyectos de película elegidos en el Durban Talents Lab. Su segundo proyecto de película se llama A Mother's Journey, estrenado en 2016. En 2013 mencionó que prefirió trabajar en un cortometraje titulado More Cake antes de abordar el proyecto de Imagine This, su primer largometraje.

## Obra

### Filmografía
- Raw (2012)
- More Cake (2013)
- A Mother's Journey (2016)
- My Mother's Stew (2018)